# Speicher Radeburg I
Der Speicher Radeburg I (Radeburger Stausee oder Röderstausee) wurde 1937–1939 gebaut, aber erst 1951 in Betrieb genommen. Er liegt an der Autobahnabfahrt Radeburg der Autobahn Dresden–Berlin (A 13). Der Absperrdamm, ein Erddamm mit geneigter Innendichtung aus Ton, ist Teil des Autobahndammes. Gestaut wird die Große Röder.
Die Anlage dient dem Hochwasserschutz, der Niedrigwasseraufhöhung, der Trink- und Brauchwasserversorgung im Verbund mit dem Speicher Radeburg II, und der Naherholung. Bei Bedarf wird Wasser über einen Verteilerkanal in den Speicher Radeburg II geleitet.
Direkt am Stausee ist ein Campingplatz.
Siehe auch:
- Liste der Gewässer in Sachsen
- Liste von Talsperren in Deutschland